# Пантеон (Рим)
Пантеон или Храм свих богова је римски храм саграђен око 126. године наше ере, током владавине цара Хадријана.  Скоро две хиљаде година након што је изграђена, Пантеонова купола је и даље највећа светска неармирана бетонска купола. Висина до окулуса и пречник унутрашњег круга су исти, 43 m (142 ft).
На храму се налази натпис са претходно саграђеног храма, а који је саградио Марко Випсаније Агрипа 27−25. п. н. е. Други натпис на храму, испод првог, бележи рестаурацијски рад обављен на Пантеону по наредби цара Септимија Севера и његовог сина Каракале 202. г. Храм је изузетно добро очуван и представља једно од најбоље очуваних грађевина те старости.
Савршено очувани Пантеон је преживео неколико пљачки, измена и рестаурација, а за то је деломично заслужан византијски цар Фока који је ову зграду дао на дар папи Бонифацију IV 608. године. Он ју је преобразио у цркву с називом Света Марија од мученика. Данас се храм користи као хришћанска црква.

## Име
Пантеон (грч. Πάνθειον), са префиксом „“ је назив који нам је пренео историчар Касије Дион. Он је објаснио да тај назив дословно значи посвећен „свим боговима“ или како је он такође наслућивао, потиче од сличности саграђеног свода с небеским сводом.

## Архитектура
Ранији храм је био правоугаони, гледао је на југ и био је саграђен од травертина. Први га је рестаурирао га је Домицијан након пожара 80. г. Хадријанова реконструкција 125. године радикално је трансформирала ранију зграду: улаз у храм је окренут за 180°, тј. према северу, а ротонда је саграђена у празном простору који је лежао испред првог храма.
Садашња верзија – препознатљива по свом уграђеном колонадном трему који гледа на трг и високом, изолованом и видљивом ваљку изнад којег се диже купола - потпуно је другачија од Пантеона из Хадријановог доба. Округло тело је некада било окружено другим зградама, а испред импозантног улаза налазио се дуги трг с тремовима на три стране. Славна ротонда није била видљива споља будући да је била сакривена аркадама. Зграда је била једноделна, велика и кружна просторија пречника 143 стопе.
Да би се растеретила тежина, зид ротонде (висок 21,7 m, дебео 6,2 m) саграђен је помоћу посебних архитектонских техника и од све лакших материјала како се диже у висину, све док не дође до малог, вулканског камења око окулуса. Распоред масивних лукова подупире структуру, појачану радијалним потпорним стубовима. Они распоређују тежину на осам масивних, али делимично шупљих лукова који унутра изгледају као осам великих ниша (екседре и улаз) у зидној конструкцији. Полукружне или правоугаоне екседре, измењују се са осам киоска на стубовима, од којих сваки садржи три нише и стоји иза два избраздана, монолитна плава или стара коринтска стуба.
Спољни ред стубова на трему сачињен је од осам монолита сивог гранита, постављених на базу од белог мрамора, а на врху су коринтски капители. Стубови у унутрашњем реду су изрезани од ружичастог гранита и чине три пролаза: средишњи пролаз који води до врата Пантеона шири је од два латерална где су велике нише некада садржале кипове Августа и Агрипе. Овај велики трем је повезан с ротондом помоћу масивног цигленог „авант-корпса” прошараног мрамором. Бронзана врата су дрвена, али су била интензивно рестаурирана: можда нису ни изворна.
Већина пода је изворна; направљена је од вишебојног мрамора и камена распоређеног у дијагоналне редове квадрата и кругова уписаних унутар квадрата. Савршено полукружна купола направљена је од једног дела пречника 43,5 метара: то је највећа купола икад изграђена употребом зидне конструкције. Унутрашње лице куполе подељено је на пет редова шиљака, концентрични кесони који завршавају у глатком прстену. Окулус има пречника од 8,9 m. Спољно лице куполе је украшено помоћу седам прстенастих стубова, али само највиши део је видљив. Пропорције ове зграде су узорне: цилиндар и купола имају исти пречник, што је у складу с Архимедовом симетријом.
Пантеон је грађевина симетрична с обзиом на средиште, тлоцрт му је кружница или геометријски лик у који се може уписати и описати кружница. Тлоцртно грађевина се састоји од два битно различита дела: великог средишњег простора пресвођеног куполом и правокутног трема, делимично затвореног зидом, а на прочељу рашчлањеног стубовима. Средишњи простор затворен је зидом који је с унутрашње стране рашчлањен нишама и паровима ступова.
Усправни пресек показује да се зид састоји од два концентрична омотача начињена од водоравно положених опека између којих је шупљина испуњена бетонском смесом од камена и малтера. Купола је конструисана у три водоравна појаса: најдоњи је од слојева ситне опеке, средишњи од наизменичних слојева опеке и туфа и завршни од слојева туфа и, због његове лакоће, вулканског камена. У унутрашњости купола почиње на отприлике две трећине висине спољног ваљка, па је тиме, као и већим закошењем доњег дела касета (квадратна удубљења у таваници или своду) којим се ствара оптичка варка да се средиште куполе налази ниже него што заправо јест, постигнут учинак посвемашње доминације свода. Тај учинак је истодобно потврђен и ослобођен отвором у средини: поглед у небо изнутра и продор светла и сунчаних зрака споља наглашавају прстен отвора, материју и облик куполе, њен простор и површину. 
Унутрашњи простор је јединствен, прегледан, статичан. Такав карактер простора одређен је пре свега потпуно уравнотеженим односом вертикала и хоризонтала (пречник = висина). Статичности придоноси и готово искључиво водоравна подељеност масе – низ упоредних прстенова све мањег и мањег пречника потпуно воде поглед до отвора, одакле се светлост равномерно распростире дохваћајући сваки део. Односи зграде су такви да при улазу једним погледом може обухватити читав простор. Други венац се види под углом од 25°, горњи руб куполе под 45°, што не захтева никакво напрезање јер је прилагођено физиолошким својствима ока. Статичност и прегледност простора незнатно је негирана његовим улажењем у масу зида. Простор ступњевито истискује масу. У доњем делу, где је маса најдебља, простор у облику ниша продире у њу најдубље. У лажним прозорима изнад ниша продор простора много је плићи. Касетама простор улази сасвим плитко, што одговара стањивању масе куполе, али поступно, чиме је још једном поновљен основни ритам масе и простора. У односу масе и простора укључено је и кретање светлости. Она долази с врха вертикалне осе коцке-кугле, у коју је, односно око које је грађевина компонирана. Светлост долази с места где је маса најтања те се равномерно распростире и до оних делова где је најдебља, до ниша, где простор дубоко улази у масу, те се тако ствара врло оштар контраст светлости и сене у којем се истиче пластичност сваког детаља.